# Evan Jones (Schauspieler)
Evan Jones (* 1. April 1976 in College Station, Texas) ist ein US-amerikanischer Schauspieler.

## Leben und Karriere
Jones verbrachte einige Zeit seines Lebens in South Carolina. Er spielte erstmals in einer Theaterproduktion am College seiner Heimatstadt. Nach einigen Hauptrollen am Theater zog er nach Los Angeles. Er erhielt Rollen in verschiedenen Werbefilmen im Fernsehen. Danach spielte er einige Gastrollen in The Guardian-Retter mit Herz, ER, The District-Einsatz in Washington und Going to California. Außerdem war er in dem Fernsehfilm The Book of Ruth zu sehen.
Er spielte auch in einigen Hollywood-Filmen, wie zum Beispiel: Jarhead – Willkommen im Dreck, 8 Mile, Rescue Dawn, Spiel auf Sieg, Mr 3000 und The Last Shot. 2007 und 2008 spielte er in der US-Fernsehserie October Road die Rolle des David „Ikey“ Eichman.

## Filmografie (Auswahl)
- 1997: Mit vollem Einsatz (On the Line)
- 2002: 8 Mile
- 2005: Jarhead – Willkommen im Dreck (Jarhead)
- 2006: Spiel auf Sieg (Glory Road)
- 2006: Rescue Dawn
- 2007–2008: October Road
- 2007: Glück im Spiel (Lucky You)
- 2010: The Book of Eli
- 2011: Hawaii Five-0 (Fernsehserie, eine Folge)
- 2010: Mirrors 2 – Henry Schow
- 2012: Criminal Minds (Fernsehserie, zwei Folgen)
- 2013: Gangster Squad
- 2014: A Million Ways to Die in the West
- 2014: Houdini (Fernsehserie)
- 2015: CSI: Cyber (Fernsehserie, eine Folge)
- 2017: Guardians of the Galaxy Vol. 2
- 2017: Shot Caller
- 2018: Criminal Squad (Den of Thieves)
- 2018: Hotel Artemis